# Kazune Kawahara
Kazune Kawahara (河原 和音, Kawahara Kazune, Takikawa, 11 de março de 1972) é uma mangaká japonesa. É bastante conhecida pelo mangá High School Debut de sua autoria.